# Viljem V. Holandski
Viljem I., vojvoda Bavarske - Straubing (Frankfurt na Majni, 1330 – 1389,  Le Quesnoy), je bil drugi sin cesarja Ludvika IV . in Margarete II. Hainautske. Znan je bil tudi kot Viljem V., holandski grof, kot Viljem III ., grof Hainautski in kot Viljem IV ., grof Zelandije.

## Življenje
Leta 1345 je Viljemov oče svoji ženi Margareti podelil Hainaut, Holandijo, Zelandijo in Frizijo, kmalu zatem pa tudi njunemu sinu Viljemu. 7. septembra 1346 je Ludvik Bavarski odredil, da mora Margaretin drugi sin, Viljem, naslediti svojo mater v primeru njene smrti in da bo po Viljemu, če umre brez otrok, nasledil Margaretin tretji sin, Albrecht. V zameno se je Ludvik Rimljan kot Margaretin najstarejši sin odpovedal svoji holandski dediščini. 
Po očetovi smrti leta oktobra 1347 je Viljem skupaj s petimi brati do leta 1349 vladal Bavarski, Holandiji in Hainautu.  Šele februarja 1350 je družina Wittelsbach priznala Karla IV. za novega kralja in se zavezala, da mu bo predala cesarske posesti. S prvo delitvijo Wittelsbaških posesti leta 1349 je skupaj z bratoma Štefanom II. in Albertom I. prejel Hainaut, Holandijo in Spodnjo Bavarsko. Od naslednje razdelitve v Regensburški pogodbi leta 1353 je Viljem z Albrehtom I. vladal delni vojvodini Straubing-Holandija, ki je bila sestavljena iz Straubinger Ländchen na Spodnjem Bavarskem, Holandije, Zeelanda, Hainauta in Frizije. Viljem je upravljal grofije na severu, medtem ko je njegov mlajši brat Albreht najprej ostal v Straubingu. Margareta je 5. januarja 1348 svojemu sinu Viljemu predala vladanje v grofiji Holandije in Zeelandije ter gospostvu Frizije.
Viljem se je dolgo boril s svojo materjo Margareto in leta 1354 od nje pridobil Holandijo in Zeelandijo, po njeni smrti leta 1356 pa Hainaut. Holandsko plemstvo je bilo globoko razdeljeno glede vprašanja nasledstva, mesta pa so bila obubožana zaradi kuge.
Leta 1350 so holandski plemiči prosili Margareto, naj se ponovno vrne v Holandijo. Nato se je nekaj let borila za oblast v Holandiji in v Hainautu s svojim sinom Viljemom, ki ji ni hotel plačevati preživnine. "Ligo trsk" so 23. maja 1350 ustanovili številni podporniki Viljema. 5. septembra istega leta je bila ustanovljena "Liga trnek". Kmalu zatem sta se ti frakciji spopadli in začela se je državljanska vojna.

### Vojna trnkov in trsk
Viljem se je moral boriti proti uporniškim podanikom in utrechtskemu škofu na območjih pod njegovim nadzorom, s katerimi je podpisal premirje. V začetku leta 1350 je prišlo do globokega in vztrajnega spora med njim in njegovo materjo, saj dohodki, ki jih je Margareta zahtevala od ozemelj, ki jih je vodil njen sin, niso prispeli v tolikšni meri, kot si je želela. Zato se je Viljem 25. maja 1350 povezal s stranko »Trske«, ki je nasprotovala politiki vdove cesarice in je temeljila na številnih mestih, kot so Dordrecht, Delft, Leiden, Haarlem, Amsterdam , Alkmaar, Rotterdam in Vlaardingen. "Trske" so vodili nekateri plemiči, kot so Janez IV. Arkelski, Janez I. Egmontski in Gerard III. Heemskerški. Nasprotna stranka Trnki (trnki za ribe), ki so ji pripadali številni plemiči, kot so Viljem Duivenvoordenski, Janez II. Polanenski in Dirk III. Brederodenski, pa je podprla grofico Margareto. Leta 1350 so holandski plemiči želeli, da se grofica Margareta vrne v Holandijo.
Medtem je Margareta dobila podporo svojega najstarejšega sina Ludvika Rimljana v boju proti Viljemu. Prav tako ji je uspelo pridobiti večino plemičev Zeelandije in, da bi pridobila meščane Dordrechta, je mestu 17. marca 1351 podelila pravico skladiščenja. Sprva je bil tudi angleški kralj Edvard III. na njihovi strani. Da bi pomirila francoskega kralja Janeza II., je 6. maja 1351 izjavila, da sklenjeno zavezništvo z Anglijo, ni uperjeno proti njemu. Čeprav je flota »Trnkov« z angleško podporo zmagala v majhni pomorski bitki pri Veere-ju proti Viljemovim privržencem 10. junija 1351, so trske nato zmagale 4. julija 1351 v pomorski bitki ob obali pri ’s-Gravenzande odločilna zmaga nad trnki in njihovimi angleškimi in hainautskimi pomožnimi enotami. Vodja angleških okrepitev je pri tem umrl, prav tako več plemičev Margaretine stranke, kot npr. Constijn Renessenski, medtem ko so bili drugi, kot je Dirk III. Brederodenski, ujeti. Viljem je v enem letu v zavezništvu s trskami nasprotnikom prevzel tudi 17 stalnih položajev ali jih prisilil k kapitulaciji.
Edvard III. Angleški, Margaretin svak preko njene sestre Filipe Hainaultske, ji je priskočil na pomoč. Maja 1351 je Viljem izgubil pomorsko bitko pri Veereju. Nekaj tednov kasneje so "Trnke" in njihove angleške zaveznike premagali Viljem in "Trske" v bitki pri Zwartewaalu, kar je uničilo Margaretin cilj. A očitno je Edvard III. že takrat zamenjal stran in s poroko z Maud Lancastrsko (Matilda Plantagenet) leta 1352 nase skušal privezati Margaretinega sina Viljema. Tako je bila Margareta dokončno poražena v boju proti svojemu sinu. Več kot 500 pomembnih plemičev iz stranke »trnkov« je lahko odšlo le v izgnanstvo v sosednje države. 
Cesarica je bila prisiljena (1354) doseči dogovor s svojim sinom, on je bil priznan za grofa Holandije in Zelandije, ona Hainauta. Margareta je umrla dve leti pozneje, tako da je Viljem prepustil celotno dediščino Holandije-Hainauta (julij 1356). Viljem je bil poročen z Matildo ("Maud" v angleškem slogu) Lancastrsko, sestro Blanche Lancastrsko.
Viljem V. je podelil mestne pravice naslednjim holandskim mestom:
Monnickendam, Weesp, Naarden v letu 1355, Enkhuizen v letu 1356,
Edam in leta  1357 je sledil Hoorn.

### Bolezen in smrt
Jeseni 1357 se je Viljem odpravil na potovanje v Anglijo; kmalu po vrnitvi je pokazal očitne znake resne duševne bolezni, ki jih javnosti ni bilo mogoče prikriti. Med drugim je Viljem v norosti že ubil enega svojih vitezov, Gerarda Wateringeja. Ko se je izkazalo, da norost, ki bi lahko bila posledica možganske kapi, ni začasna, so njegova žena in deželni stanovi na pobudo »Trnkov« prosili Viljemovega brata Albrehta, da kot regent prevzame nadzor nad tremi grofijami. Februarja 1358 je vojvoda Albreht prišel na Nizozemsko in 7. marca 1358 prevzel regentstvo. Od takrat je Viljem veljal za nesposobnega vladanja, zato je Albreht namesto njega trajno prevzel vladarsko oblast. V Holandiji je Viljem zato znan pod vzdevkom "de dolle hertog".
Najprej je bil Viljem proti njegovi volji aretiran v Haagu, nato leta 1358 na  gradu Ath in naslednje leto na gradu Le Quesnoy. Leta 1361 je njegova žena, ki je bila zdaj v sporu z Albrehtom, odšla v Anglijo, da bi zahtevala svojo dediščino, kjer je naslednje leto umrla. Zaradi dediščine Lancaster je bil Viljem v letih 1361–62, kljub svoji bolezni, per Iure uxoris grof Leicesterski.
Viljem je umrl v Le Quesnoyu aprila 1389 in je bil tako kot njegova mati pokopan v minoritskicerkvi v Valenciennesu. Šele po Viljemovi smrti je Albreht prevzel naziv grofa, pred tem je bil znan in poimenovan kot "Ruwaard" ("varuh miru"/regent).

## Družina in otroci
Leta 1352 se je v Londonu poročil z Matildo Lancastrsko, hčerko Henrika Grosmontskega, prvega vojvode Lancasterskega in Izabele Beaumontske. Imela sta samo eno hčer, ki je umrla leta 1356.
Imel je tudi nezakonske otroke:
1. Viljem se je leta 1398 poročil z Lisbeth Hughe.
2. Elizabeta, poročena z Brustijnom van Herwijnenom, gospodarjem Stavenissa .

Leta 1389 ga je nasledil njegov brat Albert.